# Olympische Winterspiele 1988/Teilnehmer (Großbritannien)
| Gelbes Symbol für Goldmedaillen mit stilisierten Olympischen Ringen | Graues Symbol für Silbermedaillen mit stilisierten Olympischen Ringen | Braundes Symbol für Bronzemedaillen mit stilisierten Olympischen Ringen |
| ------------------------------------------------------------------- | --------------------------------------------------------------------- | ----------------------------------------------------------------------- |
| —                                                                   | —                                                                     | —                                                                       |

Das Vereinigte Königreich nahm an den Olympischen Winterspielen 1988 im kanadischen Calgary mit 55 Athleten teil.
Der wohl berühmteste Athlet der Briten war der Skispringer Michael Edwards, bekannt als „Eddie the Eagle“. Er gilt als einer der schlechtesten Skispringer in der olympischen Geschichte, wurde aber von seinen Fans bei seiner Rückkehr in Großbritannien trotzdem gefeiert.

## Flaggenträger
Der Bobfahrer Nick Phipps trug die Flagge des Vereinigten Königreichs während der Eröffnungsfeier, bei der Schlussfeier wurde sie vom Biathleten Michael Dixon getragen.

## Teilnehmer nach Sportarten

### Ski Alpin
Männer:
- Graham Bell
- Martin Bell
- Ronald Duncan
- Robbie Hourmont
- Morgan Jones
- Nigel Smith

Frauen:
- Lesley Beck
- Clare Booth
- Kirstin Cairns
- Ingrid Grant
- Sarah Lewis
- Wendy Lumby

### Bob
Männer:
- David Armstrong
- Vernon Bramble
- Alan Cearns
- Tom De La Hunty
- Alec Leonce
- Len Murrain
- Lenny Paul
- Nick Phipps
- Colin Rattigan
- Audley Richards
- George Robertson
- Mark Tout

### Biathlon
Männer:
- Benjamin Rex
- Carl Davies
- Edward Nicoll
- Mark Langin
- Neil Danby
- Michael Dixon
- Trevor King

### Ski Nordisch

#### Skispringen
Männer:
| Athlet                            | Wettkampf     | 1. Sprung | 1. Sprung | 2. Sprung | 2. Sprung | gesamt | gesamt |
| Athlet                            | Wettkampf     | Weite     | Punkte    | Weite     | Punkte    | total  | Platz  |
| --------------------------------- | ------------- | --------- | --------- | --------- | --------- | ------ | ------ |
| Michael „Eddie The Eagle“ Edwards | Normalschanze | 55,0 m    | 34,1      | 55,0 m    | 35,1      | 69,2   | 58     |
| Michael „Eddie The Eagle“ Edwards | Großschanze   | 71,0 m    | 30,0      | 67,0 m    | 27,5      | 57,5   | 55     |

#### Langlauf
Männer:
- George Cowie
- Michael Dixon
- Ron Howden
- Ewan McKenzie
- John Spotswood
- Marty Watkins
- Patrick Winterton
- Andrew Wylie

Frauen:
- Louise McKenzie
- Jean Watson

### Eiskunstlauf
Männer:
- Paul Askham
- Neil Cushley
- Andrew Naylor
- Paul Robinson

Frauen:
- Joanne Conway
- Lisa Cushley
- Gina Fulton
- Sharon Jones
- Cheryl Peake

### Rodeln
Männer:
- Steve Brialey
- Stuart Knowles
- Macleod Nicol
- Nick Ovett

Frauen:
- Alyson Wreford

### Eisschnelllauf
Männer:
- Craig McNicoll
- Julian Green

## Teilnehmer in Demonstrationswettbewerben
| Gelbes Symbol für Goldmedaillen mit stilisierten Olympischen Ringen | Graues Symbol für Silbermedaillen mit stilisierten Olympischen Ringen | Braundes Symbol für Bronzemedaillen mit stilisierten Olympischen Ringen |
| ------------------------------------------------------------------- | --------------------------------------------------------------------- | ----------------------------------------------------------------------- |
| 2                                                                   | —                                                                     | —                                                                       |

In Demonstrationswettbewerben und Vorführungen nahm das Vereinigte Königreich mit insgesamt 13 Athleten teil. Der Shorttracker Wilfred O’Reilly gewann zwei Goldmedaillen, die allerdings aufgrund des Status als Demonstrationswettbewerbs nicht in der Gesamtwertung berücksichtigt werden.

### Curling
Männer:
- David Hay
- Michael Hay
- Hammy McMillan
- Peter Smith
- William Smith

### Behindertenskisport
Männer:
- Peter Young

### Freestyle-Skiing
Männer:
- Jilly Curry
- Robin Wallace

### Shorttrack
Männer:
- Robert Blair
- Ian Ellis
- Stuart Horsepool
- Steve Humber
- Wilfred O’Reilly